# Romano van der Stoep
Romano van der Stoep (11 november 1994) is een Nederlandse voetballer die bij voorkeur als aanvaller speelt. Hij tekende in juli 2014 een eenjarig contract bij Sparta Rotterdam, met daarin een optie voor nog twee seizoenen. Van der Stoep debuteerde op 21 april 2013 als speler van FC Utrecht in het betaald voetbal, in de gewonnen thuiswedstrijd tegen NAC Breda (3-0). Daarbij gaf hij een assist op Edouard Duplan die de 3-0 maakte. Sparta liet in maart 2016 weten zijn aflopende contract niet te zullen verlengen.

## Statistieken
| Seizoen                      | Club             | Land      | Competitie     | Wed. | Goals |
| ---------------------------- | ---------------- | --------- | -------------- | ---- | ----- |
| 2012/13                      | FC Utrecht       | Nederland | Eredivisie     | 2    | 0     |
| 2013/14                      | FC Utrecht       | Nederland | Eredivisie     | 2    | 0     |
| 2014/15                      | Sparta Rotterdam | Nederland | Eerste divisie | 0    | 0     |
| 2015/16                      | Sparta Rotterdam | Nederland | Eerste divisie | 0    | 0     |
| Totaal                       | Totaal           | Totaal    | Totaal         | 4    | 0     |
| Bijgewerkt tot 12 april 2016 |                  |           |                |      |       |

## Erelijst

### Sparta Rotterdam
| Nationaal      |    |         |
| Jupiler League | 1x | 2015/16 |